# Пастух Тарас Тимофійович
Тара́с Тимофі́йович Пасту́х (нар. 20 березня 1978, м. Тернопіль) — український громадський діяч, політик, підприємець і військовий, ветеран російсько-української війни.
Народний депутат України 8-го скликання, член парламентської фракції «Об'єднання Самопоміч». Депутат Тернопільської обласної ради (2006, 2009). Голова Бучацької районної державної адміністрації (2008—2010). Військовослужбовець розвідувальної роти 128-ї гірсько-піхотної бригади Збройних сил України під час проведення Антитерористичної операції на сході України (2014).

## Життєпис

### Навчання
Від 1985 р. — учень ЗОСШ № 15 м. Тернополя.
Від 1996 р. — студент Тернопільського державного технічного університету, факультет комп'ютерних технологій.
Від 1998 р. — студент другого курсу Юридичного інституту Тернопільської академії народного господарства (нині Західноукраїнський національний університет, отримав диплом спеціаліста з відзнакою за спеціальністю правознавство. Від 2003 р. — навчання в магістратурі ТНЕУ, отримав диплом магістра з відзнакою за спеціальністю «Фінанси».
Від 2008 р. — слухач Академії державного управління при Президентові України факультет Вищих керівних кадрів, отримав диплом магістра державного управління.

### Трудова діяльність

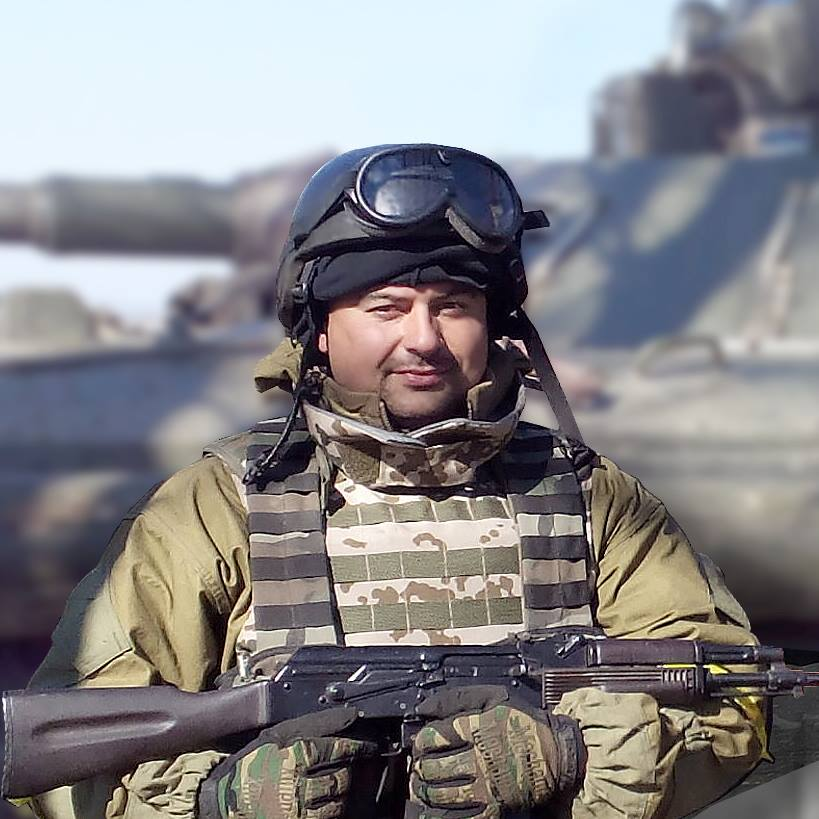
Тарас Пастух під час військової служби в зоні АТО

У 1998—1999 рр. — помічник-консультант народного депутата України Михайла Ратушного.
У 1999—2005 рр. — старший лаборант кафедри, інженер-програміст, референт ректора, викладач кафедри кримінального права і процесу Тернопільської академії народного господарства.
У 2005—2006 рр. — начальник управління страхування по Тернопільській області ЗАТ «Страхова компанія „Лідер“».
У 2006—2007 рр. — приватний підприємець.
У 2008—2010 рр. — голова Бучацької районної державної адміністрації. Звільнений за власним бажанням після приходу до влади Януковича.
У 2011 р. — комерційний директор ВАТ Опілля. У 2011—2012 рр. — директор приватного підприємства «Нінкасі». У 2012—2014 рр. — генеральний директор ТОВ «Торговий дім „Опілля“».
Від липня 2014 і донині — доброволець, військовослужбовець розвідувальної роти 128-ї гірсько-піхотної бригади Збройних сил України.
У серпні 2022 року стало відомо про важке поранення, якого зазнав внаслідок підриву на протитанковій міні в липні того ж року, та ампутацію частини кінцівки.

### Сім'я
Одружений. Виховує чотирьох дітей: сина Ярослава, дочок Анастасію, двійнят Христину та Софію.

### Громадська діяльність
Від 1992 року член Національної скаутської організації «Пласт».

## Політична кар'єра

### Партійна діяльність
Член Української народної партії, від 1999 р., — заступник голови Тернопільської обласної організації, член Центрального проводу УНП. Від 2013 року — заступник голови УНП. У липні очолив тернопільську обласну організацію партії «Об'єднання „Самопоміч“».

### Депутатська діяльність
Депутат Тернопільської обласної ради двох скликань (2006, 2009), голова постійної комісії Тернопільської обласної ради з питань регламенту та депутатської етики.
На позачергових парламентських виборах 2014 року був обраний народним депутатом України по 163 виборчому окрузі (місто Тернопіль).
Заступник голови Харківської ОДА (з 2020).

## Нагороди
- відзнака Тернопільсько-Зборівської архиєпархії та митрополії УГКЦ на честь Патріарха Йосифа Сліпого «Великого бажайте» (2024)[9].